# Dalmácia
A Dalmácia (em croata:  Dalmacija, em latim: Dalmatia) é uma região que abrange territórios da Croácia, Bósnia e Herzegovina (Neum) e Montenegro (Bocas de Cattaro), na costa leste do mar Adriático, estendendo-se entre a ilha de Pag a noroeste e a baía de Kotor a sudeste. A Dalmácia interior (Zagora) ocupa uma faixa até cerca de 50 km do mar, sendo muito estreita na região mais a sul. A Dalmácia está dividida em quatro sub-regiões, cujas capitais são Zadar, Šibenik, Split e Dubrovnik. Entre outras cidades na Dalmácia contam-se Kaštela, Sinj, Solin, Omiš, Knin, Metković, Makarska, Trogir, Ploče, Trilj e Imotski.
As maiores ilhas dálmatas são Dugi Otok, Ugljan, Pašman, Brač, Hvar, Korčula, Vis, Lastovo e Mljet.
Devido a correntes marítimas e ao modo como os ventos sopram no Adriático, a água do mar é mais limpa e quente na Dalmácia que no lado italiano. A costa inclui um largo número de reentrâncias e ilhas, estreitos, baías e praias, tornando-se atractiva para desportos náuticos e turismo.

## História

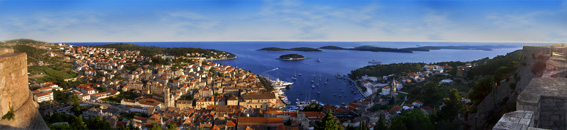
Vista panorâmica de Hvar.

### Proto-história
O nome Dalmácia é derivado da tribo ilíria chamada Dalmatae que viveu na área costeira do mar Adriático oriental no primeiro milênio antes de Cristo. Supõe-se que em algum momento da primeira invasão indo-europeia da Europa, a área adriática, a assim também a Dalmácia, foi ocupada por um grupo de povos afins entre si, os liburnos, os japidos ou japudes e os ístrios na área oriental; os picenos, os japigios na área ocidental, sobre a península Itálica. A área da Dalmácia atual provavelmente era ocupada por tribos de pastores, dedicados ocasionalmente à pesca e à pirataria, os dálmatas (dalmatae). Tal área se encontrava, na parte mais setentrional, nas proximidades do golfo de Quarnero, com a área ocupada com os povos que deram vida à "cultura dos casteleiros". O centro urbano principal dos dálmatas era Delmínio (em latim: Delminium), hoje provavelmente na Bósnia e Herzegovina (Duvno), e talvez porque originários dessa cidade, já em 170 a.C. preservarem o nome pelo qual são conhecidos até. Provavelmente Delmínio é um termo de origem albanesa que significa "pasto". Já em 153 a.C., os dálmatas eram unidos em uma liga inimiga dos romanos. Públio Cornélio Cipião Násica Córculo os enfrentou pela primeira vez e destruiu Delmínio. Alguns historiadores recordam também as incursões celtas na costa dálmata, que alcançaram Salona (atual Solin).

### Período romano e bizantino

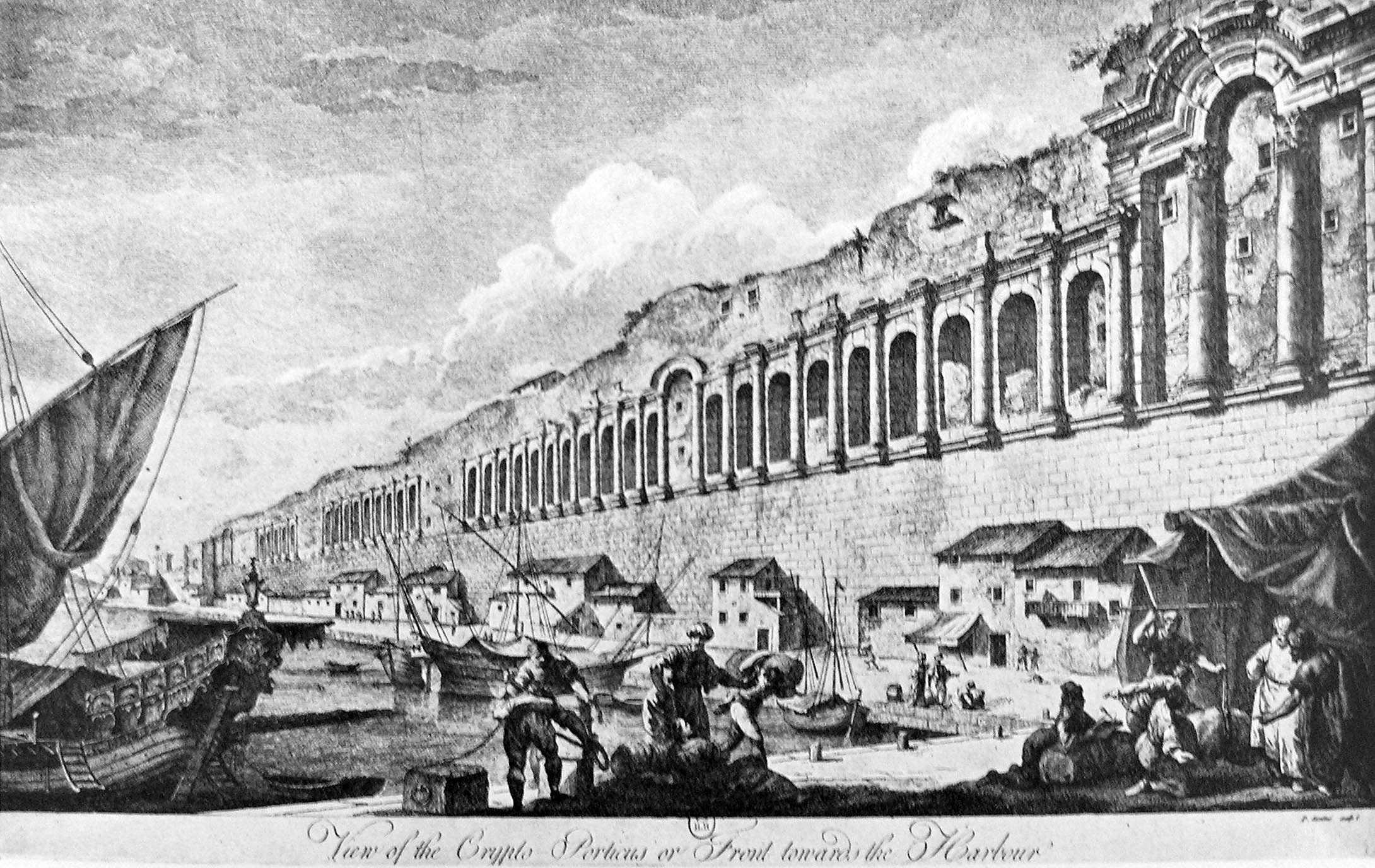
Gravura das muralhas da cidade de Espalato (atual Split) por Robert Adam, 1764. As muralhas foram originalmente construídas para o Palácio de Diocleciano.

### Baixa Idade Média
Depois que o Império Bizantino foi conquistado pelas forças da Quarta Cruzada em 1204, a República de Veneza acelerou sua ascensão na região, enquanto o Reino da Croácia, aliado dos bizantinos, tornava-se crescentemente influenciado pelo Reino da Hungria ao norte, sendo absorvido em 1102. Então estas duas facções tornaram-se dominantes na Dalmácia, intermitentemente controlando-a. Um consistente período de domínio húngaro na Dalmácia terminou com a invasão mongol da Hungria em 1241. Os mongóis atacaram severamente o estado feudal, de tal forma que no mesmo ano o rei Béla IV teve que refugiar-se na Dalmácia, na fortaleza de Klis, bem ao sul. Os mongóis atacaram as cidades da Dalmácia, mas depois retiram-se sem muito sucesso.
Em 1389, Tordácato I, o fundador do reino da Bósnia e Herzegovina, conseguiu controlar o litoral adriático entre Cotor e Šibenik e até mesmo a reivindicar controle sobre a costa norte até Fiume (atual Rijeka), e seu aliado independente, a República de Ragusa (atual Dubrovnik). Isto foi temporário, já que os húngaros e venezianos continuaram sua luta sobre a Dalmácia depois da morte da morte de Tordácato em 1391. Nessa época os reinos húngaro e croata enfrentavam dificuldades internas, como os vinte anos de guerra civil entre a Casa de Anjou do Reino de Nápoles e o rei Sigismundo da Casa de Luxemburgo. Durante a guerra, o perdedor Ladislau de Nápoles vendeu seu "direito" sobre a Dalmácia à República de Veneza por apenas 100.000 ducados. A república de Veneza, mais centralizada, assumiu em 1420 o controle da Dalmácia, que permaneceu sob domínio veneziano por 377 anos (1420–1797).

### Domínio veneziano

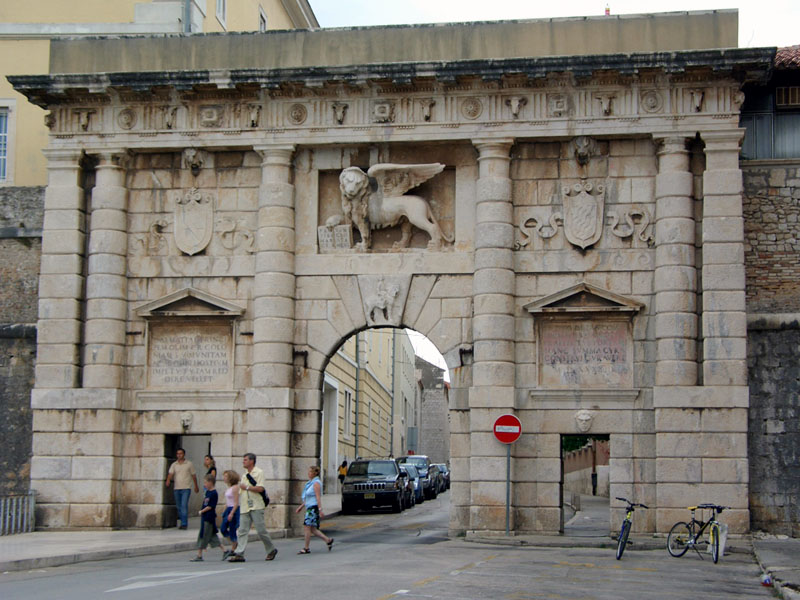
A Porta Terrafermana de Zara, com o leão veneziano

A República de Veneza controlou a maior parte da Dalmácia de 1420 a 1797, sendo o enclave mais ao sul chamado de "Albânia Vêneta". A língua vêneta foi a língua franca no mar Mediterrâneo naquela época e influenciou fortemente a língua dálmata e, num menor grau, o croata e o albanês.
Em 1481, Veneza mudou sua aliança para o Império Otomano. Isto deu a seus mercadores vantagens tais como o acesso ao mar Negro, e a República de Ragusa foi o mais feroz competidor dos mercadores venezianos nos séculos XV e XVI.
A República de Veneza foi também um dos poderes mais hostis à expansão do Império Otomano e participou de muitas guerras contra ele. À medida que os turcos assumiam o controle do interior, muitos cristãos buscaram refúgio nas cidades costeiras da Dalmácia.
Depois da Grande Guerra Turca, tempos mais pacíficos fizeram a Dalmácia experimentar um período de certo crescimento econômico e cultural no século XVIII. A cidade de Ragusa (atual Dubrovnik) tornou-se de fato independente em 1358 pelo Tratado de Zara, quando Veneza recuperou sua suserania de Luís I da Hungria.
Este período encerrou-se abruptamente com a queda da República de Veneza em 1797. As tropas de Napoleão Bonaparte invadiram a região e terminaram também a independência da República de Ragusa, mas evitaram sua ocupação pelo Império Russo e Montenegro.

### Idade moderna e contemporânea
Em 1797, a República de Veneza, que havia dominado por quase quatro séculos a costa adriática oriental foi derrubada por Napoleão Bonaparte. Também a Dalmácia entrou nos planos de anexação de Napoleão. Depois de um breve período em que as cidades dálmatas venezianas foram cedidas à Áustria por Napoleão com o tratado de Campoformio, essas terminaram sob controle francês que primeiro decide pela anexação ao reino napoleônico da Itália e, depois, em 1809, instituiu o governo das províncias Ilíricas, com a Ístria, a Carniola, a Krajina (confim militar dos Habsburgo), os condados de Gradisca, Gorizia, Trieste e parte da Caríntia, das quais a capital foi Liubliana.
Com a restauração em 1815, as cidades de Gorizia, Trieste, Pola (atual Pula) e Fiume (atual Rijeka), da Veneza-Júlia, com as terras a oeste dos Alpes Julianos, reobtiveram, no âmbito do Império Habsburgo, a separação da Ilíria e o governo desta foi dado ao império Habsburgo, que, por um breve período, constituiu um reino da Ilíria e, depois, definitivamente, o reino da Dalmácia, com capital em Zara (atual Zadar). Em 1816, época da restauração, a comunidade italiana representava a quinta parte do total da região, concentrando-se porém nas cidades e no litoral, enquanto a etnia servo-croata predominava no interior. Na primeira metade do século XIX, começou a difundir-se na Dalmácia o movimento chamado Ilírico, apoiado pela maioria croata e liderado por um representante deste grupo étnico, Ljudevit Gaj. Este movimento tinha como objetivo a criação de uma única cultura e consciência dos eslavos do sul. A etnia majoritária da Dalmácia parecia assim ser naquele período a eslava, mas não são bem claros os dados sobre a população de etnia italiana. Depois da Primeira Guerra Mundial, com base no Tratado de Londres, a Itália obteve a Dalmácia setentrional, inclusive as cidades de Zara (atual Zadar), Sebenico (atual Šibenik) e Tenin (atual Knin). À anexação, opôs-se o recém-criado Reino dos Sérvios, Croatas e Eslovenos, apoiado por Woodrow Wilson e a Dalmácia foi finalmente entregue ao estado eslavo do sul, com a exceção de Zara (de maioria italiana), da ilha de Lagosta (atual Lastovo) e Cazza (atual Sušac) e as carnerinas Cherso (atual Cres), Lussino (atual Lošinj), Unie (atual Unije), Sansego (atual Susak) e Asinello, que se tornaram italianas. No novo ordenamento regional do reino iugoslavo, a Dalmácia fazia parte da Banovina do litoral com parte da Herzegovina.
Em 1941, durante a Segunda Guerra Mundial, a Iugoslávia foi invadida pelo Eixo e desmembrada. A Dalmácia foi repartida entre a Itália, que ficou com Zaravecchia, Sebenico (atual Šibenik), Traù (atual Trogir), Spalato (atual Split) e Bocas de Kotor (atual Kotor); e o Estado Independente da Croácia, que anexou Ragusa (atual Dubrovnik) e Morlacchia, embora naquela região estivessem acantonadas as tropas italianas. Apesar da turbulência causada pela guerrilha contra o Eixo, a região anexada à Itália tornou-se refúgio para a população do interior  que fugia dos ustaše.
Com a derrota italiana (8 de setembro de 1943), o Estado Independente da Croácia atacou a região anexada pela Itália e fez as fronteiras recuarem aos limites de 1941, enquanto as Bocas de Cattaro passavam à administração militar alemã, assim como a cidade de Zara, que desta forma consegue temporariamente evitar a anexação à Croácia. Porém Zara sofreu pesados bombardeios que a destruíram quase completamente. Em dezembro de 1944, toda a Dalmácia estava sob domínio dos partisans de Josip Broz Tito, inclusive o que restou de Zara.
No fim do conflito toda a costa adriática oriental, inclusive Zara e as ilhas anteriormente italianas, terminam sob o nova República Socialista Federativa da Iugoslávia que administrou estas áreas até a sua dissolução em 1991. Nesse ano, a Dalmácia tornou-se parte do território da Croácia e, em parte, da Sérvia e Montenegro (Kotor), enquanto a foz do rio Neretva ficou com a Bósnia e Herzegovina.

## Culinária
Nas regiões banhadas pelo mar Adriático, os mariscos, os camarões, as amêijoas, além de queijos e presuntos defumados dominam o cardápio. Entre as especialidades estão o peixe grelhado, a sopa e salada de frutos do mar, o presunto defumado em vinho branco e o peixe guisado com arroz.
No interior é comum o consumo de galinha ou patos servidos com salsichas defumadas, pernas de porco, além das costeletas preparadas ao ar livre, acompanhadas de batatas assadas.
Outra iguaria do país é a sopa fresca de milho com feijão é o strukle (rolos de queijo caseiro). Vale a pena experimentar e fazer em casa o sarma, repolhos recheados com carne moída, bacon e presunto. Entre as sobremesas mais populares está o palacinke (crepe) e a maçã com strudel de queijo.

## Imagens

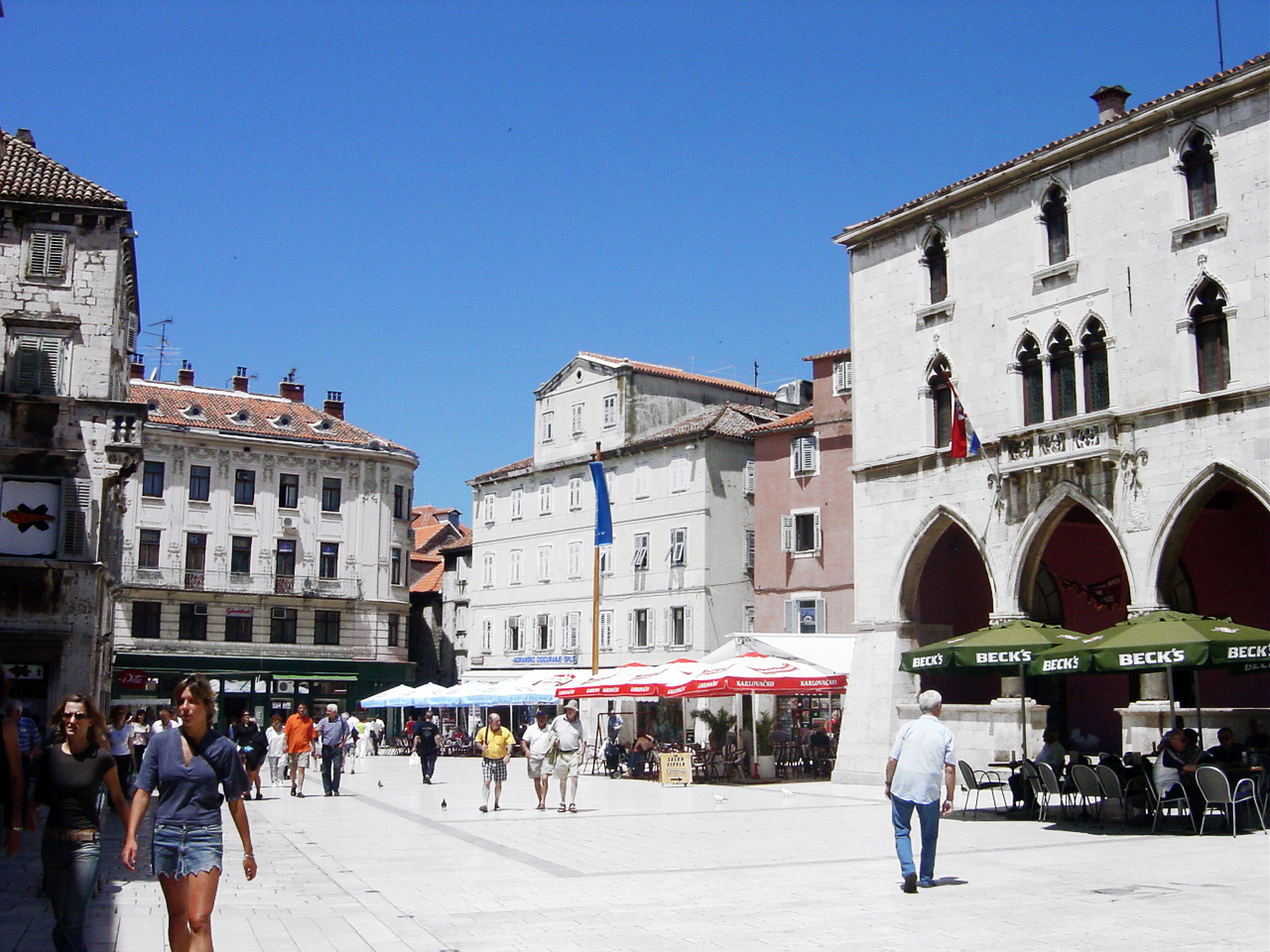
Praça Pjaca em Split.
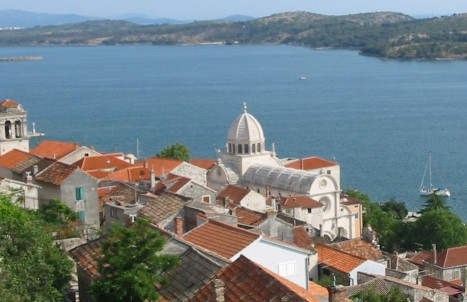
Vista panorâmica de Šibenik.
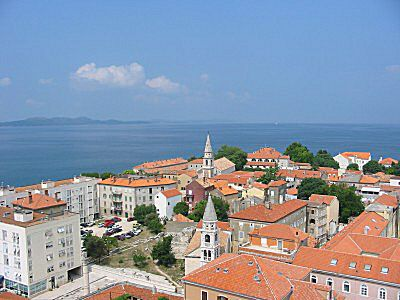
Vista panorâmica de Zadar.
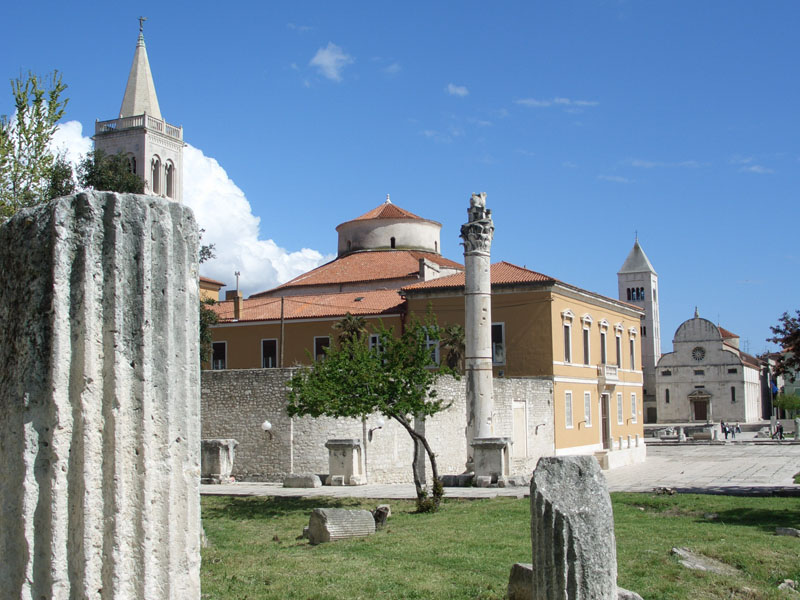
O antigo fórum romano em Zadar.
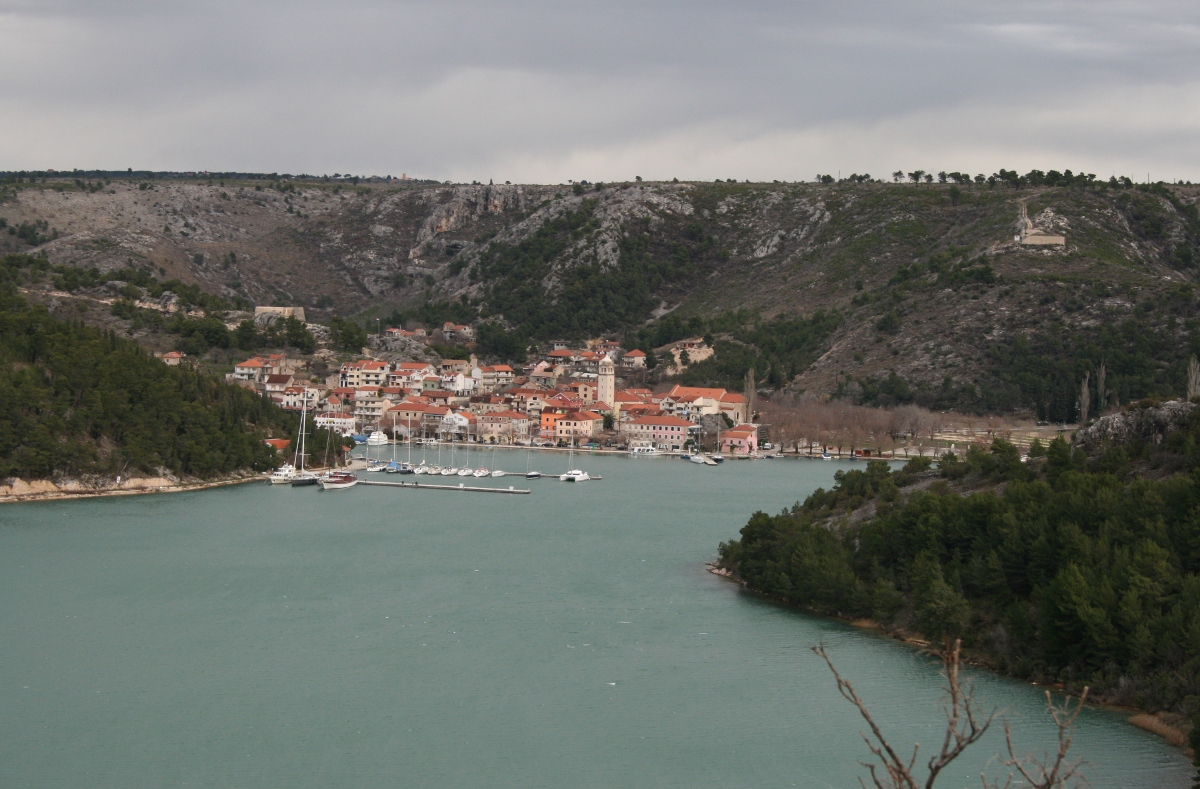
Vista panorâmica de Skradin.
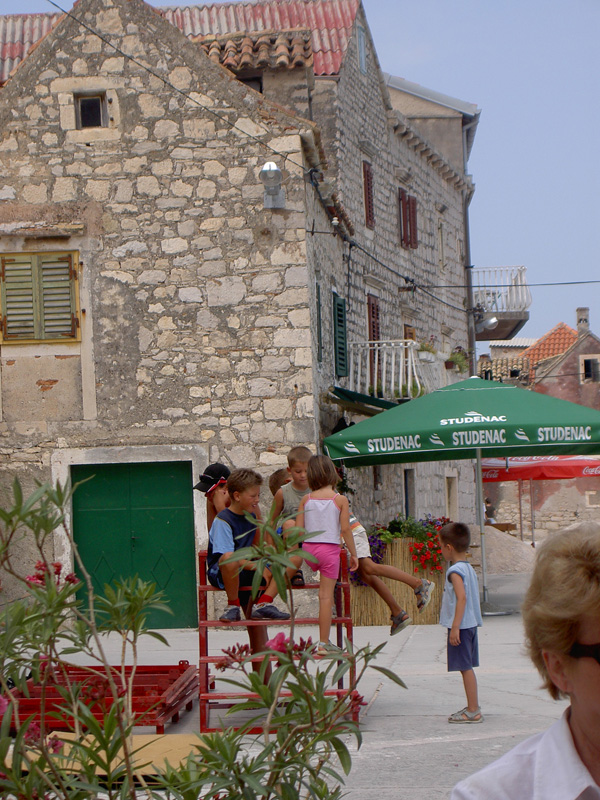
Rua em Krapanj.
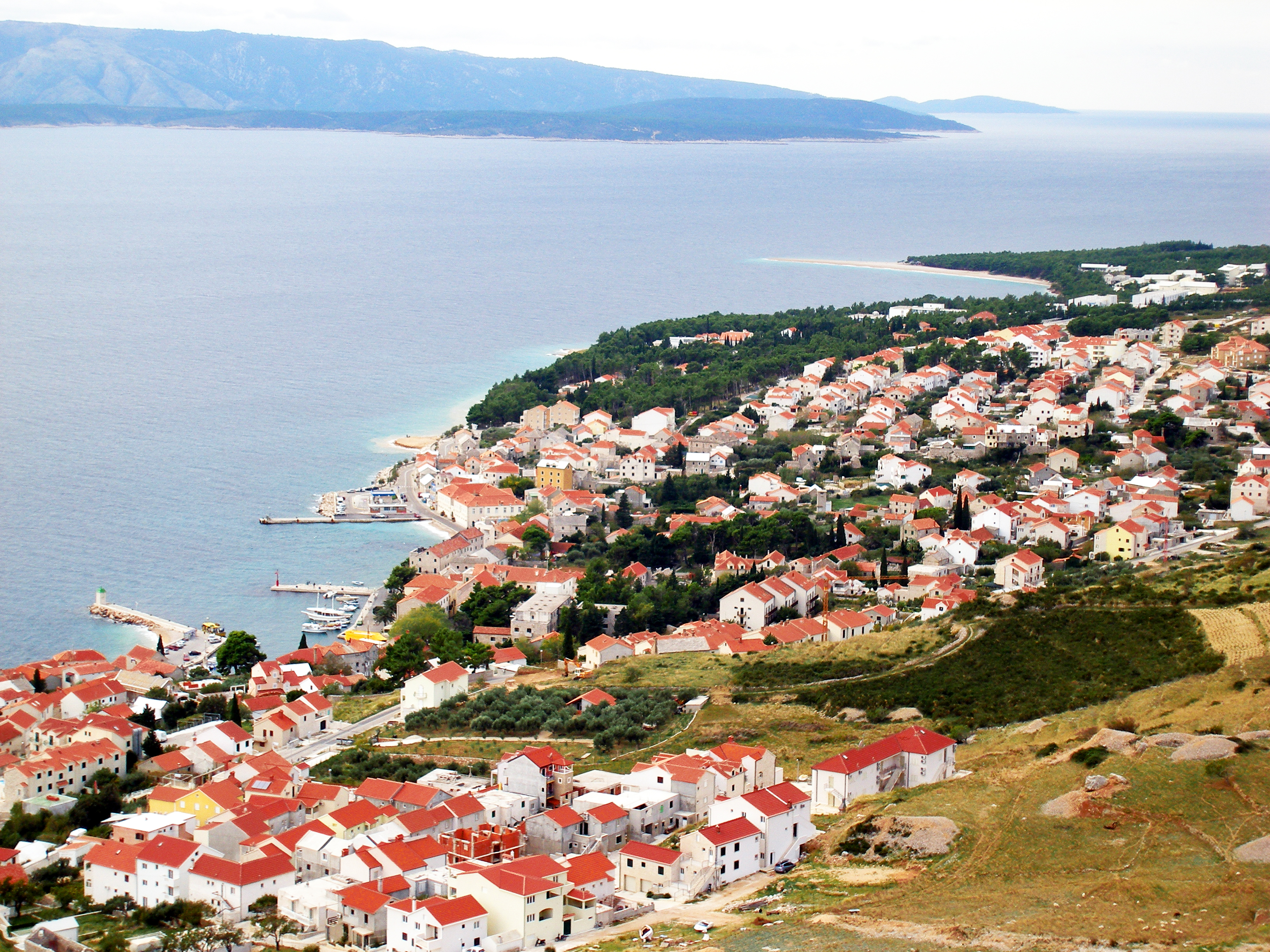
Vista panorâmica de Bol.
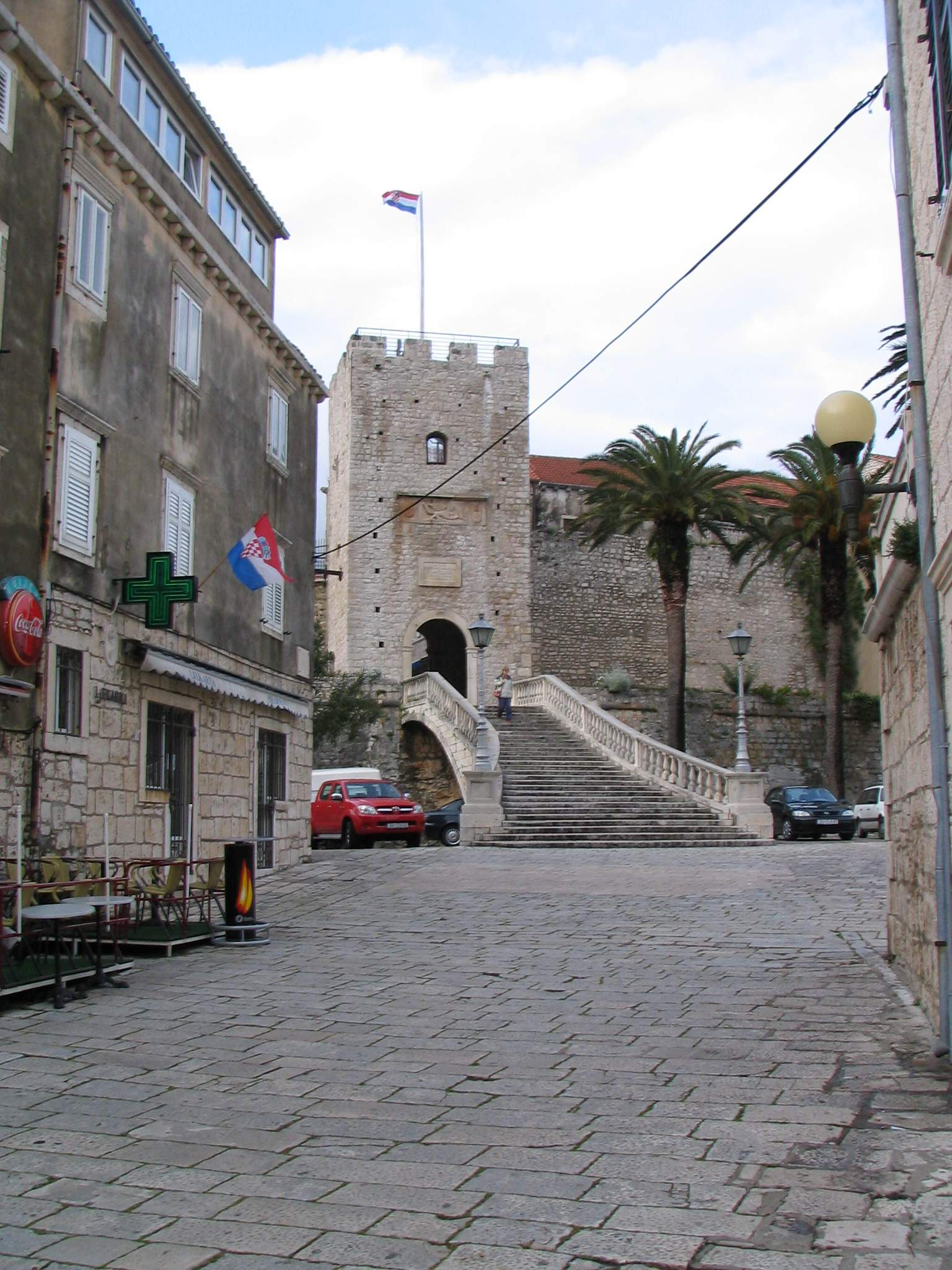
Rua em Korčula.
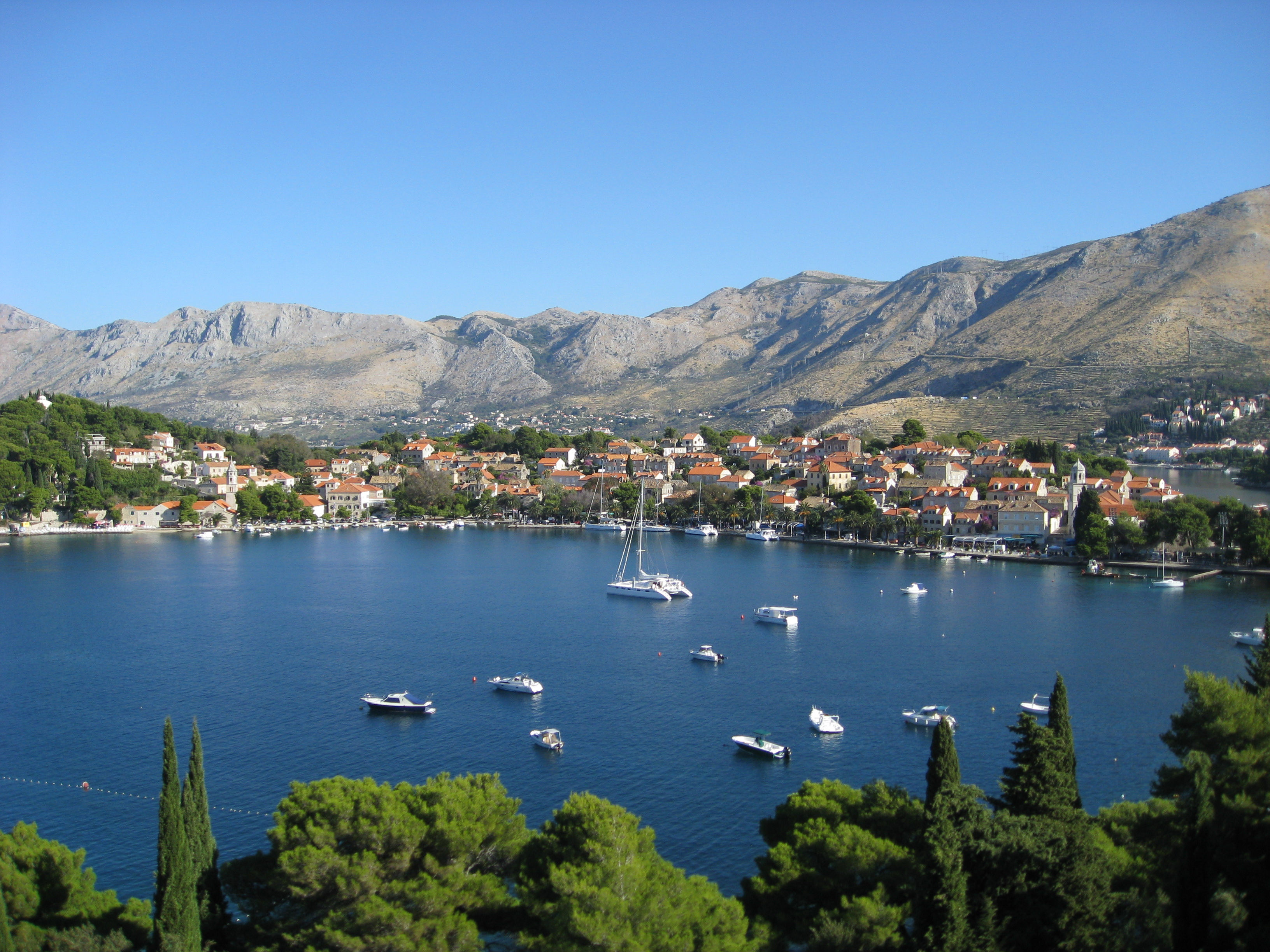
Vista panorâmica de Cavtat.
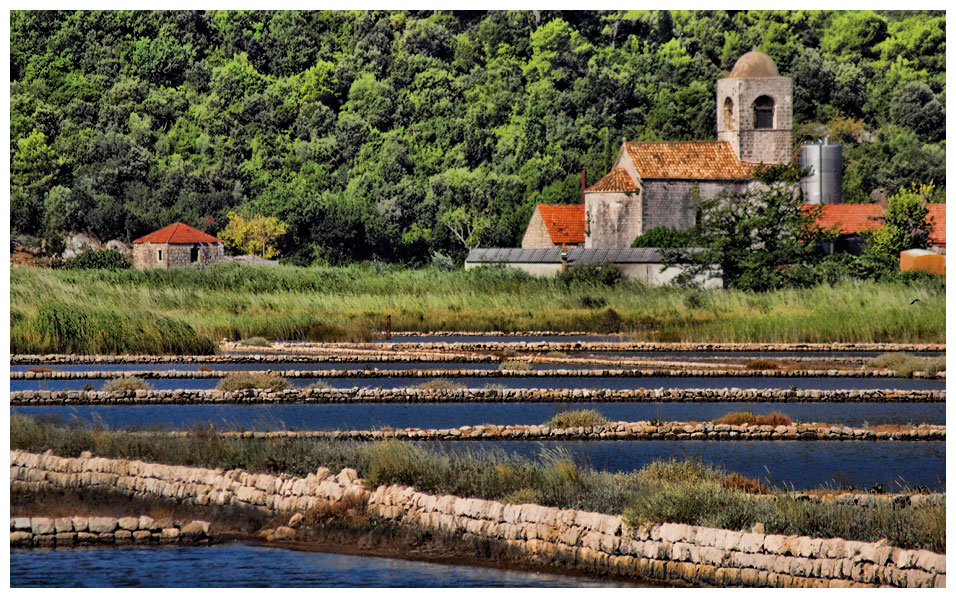
Igreja antiga em Ston.